# Houston Texans 2004
La stagione 2004 degli Houston Texans è stata la terza della franchigia nella National Football League, la prima in cui la squadra non terminò all'ultimo posto della AFC South. In questa stagione la franchigia batté per la prima volta i Tennessee Titans, la squadra che li aveva preceduti a Houston.

## Draft NFL 2004
| Giro/Scelta             | Giocatore      | Ruolo          | College          |
| ----------------------- | -------------- | -------------- | ---------------- |
| 1/10                    | Dunta Robinson | Cornerback     | South Carolina   |
| 1/27 (Da Tennessee)     | Jason Babin    | Defensive end  | Western Michigan |
| 4/122 (da Indianapolis) | Glenn Earl     | Strong safety  | Notre Dame       |
| 6/170                   | Vontez Duff    | Defensive back | Notre Dame       |
| 6/175 (Da Jacksonville) | Jammal Lord    | Running back   | Nebraska         |
| 7/210                   | Raheem Orr     | Linebacker     | Rutgers          |
| 7/211                   | Sloan Thomas   | Wide receiver  | Texas            |
| 7/248                   | B.J. Symons    | Quarterback    | Texas Tech       |

## Staff
Fonte:

## Calendario
| Turno | Data               | Avversario             | Risultato          | Pubblico           |
| ----- | ------------------ | ---------------------- | ------------------ | ------------------ |
| 1     | 12/9/2004          | San Diego Chargers     | S 27–20            | 70.255             |
| 2     | 19/9/2004          | @ Detroit Lions        | S 28–16            | 61.465             |
| 3     | 26/9/2004          | @ Kansas City Chiefs   | V 24–21            | 77.433             |
| 4     | 3/10/2004          | Oakland Raiders        | V 30–17            | 70.741             |
| 5     | 10/10/2004         | Minnesota Vikings      | S 34–28 (DTS)      | 70.718             |
| 6     | 17/10/2004         | @ Tennessee Titans     | V 20–10            | 68.932             |
| 7     | Settimana di pausa | Settimana di pausa     | Settimana di pausa | Settimana di pausa |
| 8     | 31/10/2004         | Jacksonville Jaguars   | V 20–6             | 70.502             |
| 9     | 7/11/2004          | @ Denver Broncos       | S 31–13            | 74.292             |
| 10    | 14/11/2004         | @ Indianapolis Colts   | S 49–14            | 56.511             |
| 11    | 21/11/2004         | Green Bay Packers      | S 16–13            | 70.769             |
| 12    | 28/11/2004         | Tennessee Titans       | V 31–21            | 70.721             |
| 13    | 5/12/2004          | @ New York Jets        | S 29–7             | 77.875             |
| 14    | 12/12/2004         | Indianapolis Colts     | S 23–14            | 70.762             |
| 15    | 19/12/2004         | @ Chicago Bears        | V 24–5             | 62.122             |
| 16    | 26/12/2004         | @ Jacksonville Jaguars | V 21–0             | 66.227             |
| 17    | 2/1/2005           | Cleveland Browns       | S 22–14            | 70.724             |